# Juliusz Gromczakiewicz
Juliusz Cezar Gromczakiewicz (ur. 27 listopada 1891 w Krakowie, zm. 11 lutego 1944) – oficer artylerii cesarskiej i królewskiej armii, Wojska Polskiego i Wojska Polskiego we Francji, kawaler Orderu Virtuti Militari, uczestnik I i II wojny światowej oraz wojny z bolszewikami.

## Życiorys
Urodził się w rodzinie Laurentego i Heleny ze Świbów. Absolwent c. k. gimnazjum w Dębicy, w którym w 1912 złożył maturę. W 1913 został powołany do c. i k. armii i wcielony do pułku haubic polowych nr 10 w Przemyślu. W szeregach tego pułku (przemianowanego później na pułk haubic polowych nr 24 i pułk artylerii polowej nr 124) walczył na froncie włoskim. W czasie służby w c. i k. armii awansował na kolejne stopnie w korpusie oficerów rezerwy artylerii: chorążego (1 lipca 1916) i podporucznika (1 stycznia 1917).
W 1918 wstąpił ochotniczo do odrodzonego Wojska Polskiego i otrzymał przydział do Stacji Zbornej i Uzupełnień Formacji Artylerii w Krakowie. Na początku grudnia zdemobilizowany. Ponownie przyjęty do wojska w czerwcu 1919 i skierowany do 3. baterii 6 pułku artylerii polowej. Później wyznaczony został na stanowisko adiutanta. Na stanowisku dowódcy baterii walczył w obronie Śląska Cieszyńskiego, a następnie na frontach wojny polsko-bolszewickiej. Za wybitne zasługi w czasie odpierania ataków nieprzyjaciela w walkach pod Białkami i Firlejówką odznaczony został Krzyżem Srebrnym Orderu Virtuti Militari. 14 listopada 1920, jako przedstawiciel macierzystego pułku, wziął udział w ceremonii wręczenia Józefowi Piłsudskiemu buławy marszałkowskiej.
Po wojnie pozostał w zawodowej służbie wojskowej w 6 pułku artylerii polowej w Krakowie. 3 maja 1922 został zweryfikowany w stopniu kapitana ze starszeństwem z dniem 1 czerwca 1919 i 291. lokatą w korpusie oficerów artylerii. W styczniu 1927 został przeniesiony z 6 pap do 4 pułku artylerii ciężkiej w Łodzi na stanowisko pełniącego obowiązki dowódcy II dywizjonu w Częstochowie. 12 kwietnia 1927 został mianowany na stopień major ze starszeństwem z dniem 1 stycznia 1927 i 40. lokatą w korpusie oficerów artylerii. Po awansie został zatwierdzony na stanowisku dowódcy II dywizjonu. 26 kwietnia 1930 został przeniesiony do 8 pułku artylerii ciężkiej w Toruniu na stanowisko kwatermistrza. W maju 1933 został przesunięty na stanowisko dowódcy dywizjonu. W sierpniu 1935 został przeniesiony na stanowisko rejonowego inspektora koni w Stryju. Na tym stanowisku pozostał do 1939.
Po kampanii wrześniowej przedostał się do Francji i został dowódcą I dywizjonu w 1 pułku artylerii ciężkiej. Walczył na Linii Maginota, w bitwie w rejonie Dieuze, o utrzymanie kanału Marna–Ren, w bitwach pod Baccarat i Saint-Die. 22 czerwca 1940 dostał się do niewoli niemieckiej. Początkowo przebywał w Oflagu XVII A Edelbach. 25 września 1940 został przeniesiony do Oflagu XXI, a 27 maja 1942 do Oflagu II D Gross-Born. Zmarł 11 lutego 1944. Akt zgonu wystawił urząd miasta Berlina. Został mianowany na stopień podpułkownika.
Juliusz Gromczakiewicz był żonaty z Olgą z Wieczorkowskich, z którą miał córkę Ewę (ur. 1916).

## Ordery i odznaczenia
- Krzyż Srebrny Orderu Virtuti Militari nr 565[3][6]
- Krzyż Walecznych „za czyny męstwa i odwagi wykazane w bojach toczonych w latach 1918-1921”[20]
- Krzyż Walecznych czterokrotnie[19][3] „za czyny męstwa i odwagi wykazane w wojnie rozpoczętej 1 września 1939 roku”
- Złoty Krzyż Zasługi – 1938 „za zasługi w służbie wojskowej”[21]
- francuski Krzyż Wojenny[19]
- Srebrny Medal Waleczności 2 klasy[22]
- Krzyż Wojskowy Karola[22]